# آبی باتاچاریا
آبی باتاچاریا (انگلیسی: Abhi Bhattacharya؛ ۱۹۲۱  – ۱۹۹۳ (۷۱−۷۲ سال)) هنرپیشه اهل کشور هند بود. وی بین سال‌های ۱۹۴۷ تا ۱۹۹۳ میلادی فعالیت می‌کرد.
از فیلم‌هایی که وی در آن نقش داشته‌است می‌توان به عشق جاویدان اشاره کرد.

## جوایز
وی در طول سال‌های فعالیتش برندهٔ جوایزی همچون جوایز فیلم‌فیر شده بود.

## فیلم‌شناسی
فهرست برخی از فیلم‌هایی که آبی باتاچاریا در آن‌ها به ایفای نقش پرداخته‌است:
- عشق جاویدان
- یک شب بارانی
- عاشق
- شعله و شبنم
- معیار
- شرافت
- عشق زور ندارد
- مقبره
- فرعی
- داستان قسمت
- دوست
- تعهد
- آن‌ها به من پادشاه می‌گویند
- چایتالی
- چراغ خانه
- من شرافت را کنار گذاشتم
- پول دزدی
- برکت
- بیرج عروس
- فیل‌ها دوست من هستند
- ازدواج عاشقانه
- مال خودم
- بیا هم را ببینیم عشقم
- گفتگوی متقابل
- تقاضا
- ندای زمین